# Phenakospermum guyannense
Phenakospermum guyannense là một loài thực vật có hoa trong họ Strelitziaceae. Loài này được (A.Rich.) Endl. ex Miq. miêu tả khoa học đầu tiên năm 1845.

## Hình ảnh

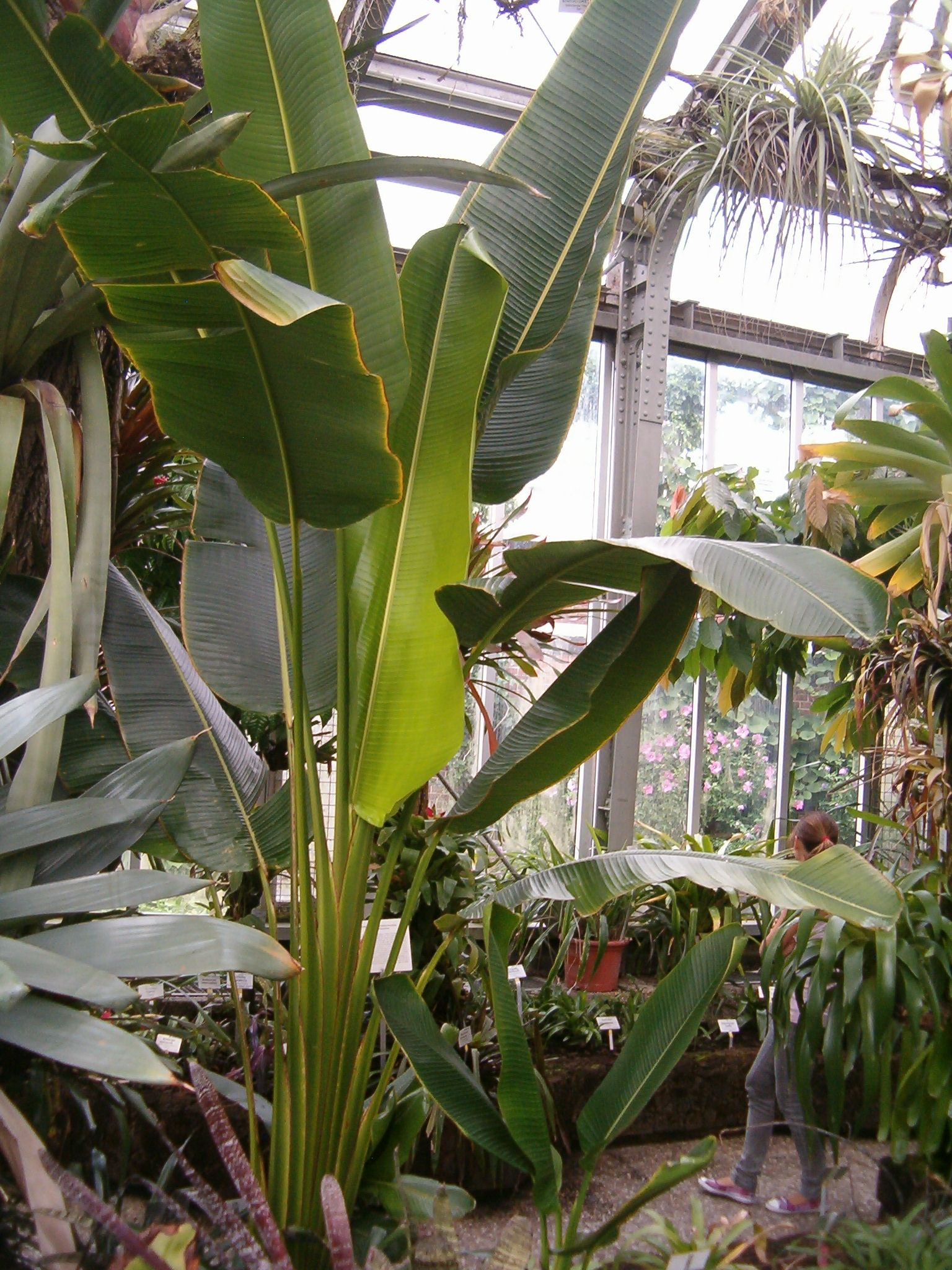
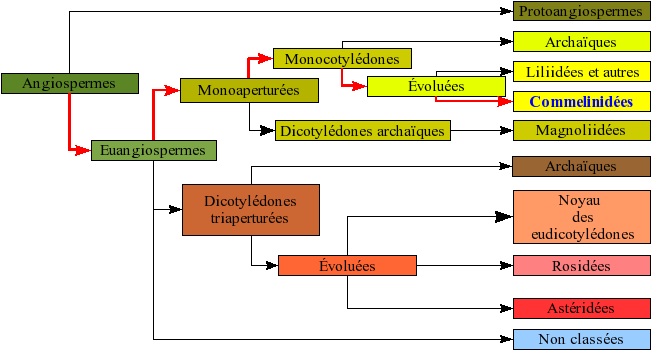
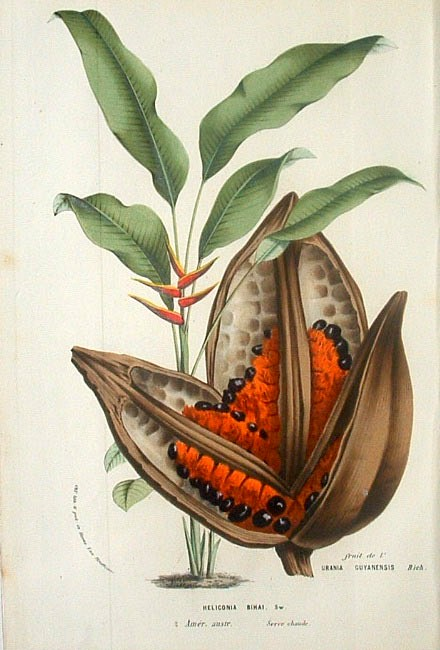
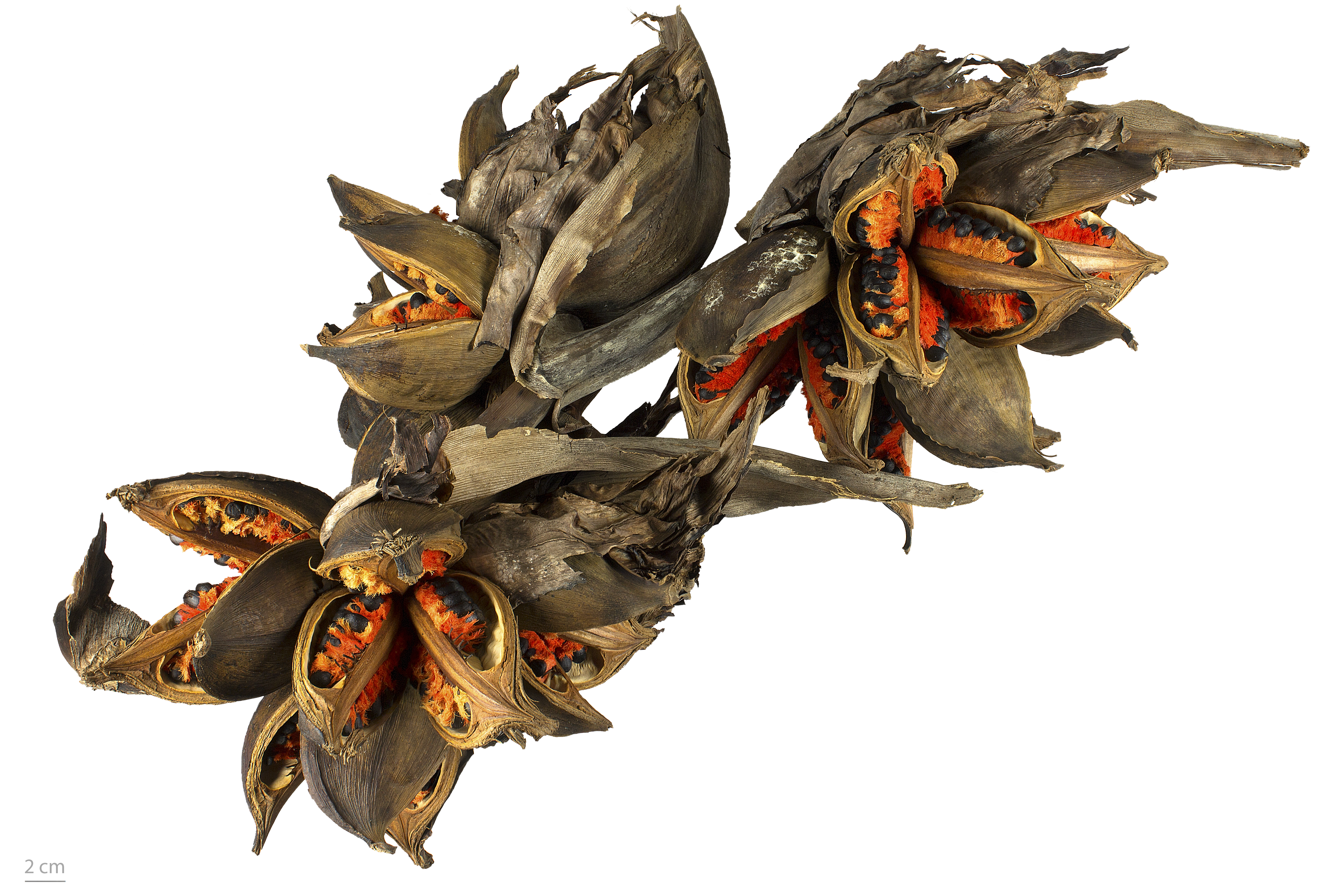
Phenakospermum guyannense - Museum specimen